# Громийчук, Пелагея Тимофеевна
Пелагея Тимофеевна Громийчук (28 октября [10 ноября] 1916, Клиновое, Подольская губерния — 1990, Клиновое, Кировоградская область) — советский деятель сельского хозяйства, новатор сельскохозяйственного производства, звеньевая колхоза имени XX съезда КПСС Голованевского района Кировоградской области, Герой Социалистического Труда (1958). Депутат Верховного Совета УССР 4—8-го созывов.

## Биография
Родилась 28 октября (10 ноября) 1916 года в селе Клиновое в бедной многодетной крестьянской семье Тимофея и Анны Козиенко.
С 1939 года работала звеньевой в колхозе имени Маленкова (с 1957 года — имени XX съезда КПСС) села Клиновое Голованевского района Кировоградской области. Принимала участие в движении пятисотниц.
Член КПСС с 1956 года.
Возглавляемое Громийчук звено ежегодно выращивало высокие урожаи сахарной свеклы (по 400—700 центнеров с гектара). Более 40 лет проработала звеньевой в колхозе родного села.
Потом — на пенсии в селе Клиновое Голованевского района Кировоградской области.

### Семья
Вдова. Муж умер вскоре после женитьбы. Сын Андрей, окончил мореходное училище.

## Награды
- Герой Социалистического Труда (26.02.1958, № 8027);
- трижды орден Ленина (29.09.1954, № 276043, 26.02.1958, 31.12.1965, № 338361);
- орден Октябрьской Революции;
- медали;
- Персональный пенсионер союзного значения.